# Na Maighdeanacha
Na Maighdeanacha (en inglés: The Maidens) o rocas Hulin (también en irlandés: Na Faoilinn, que significa "las gaviotas") son dos islas y arrecifes varios en el Canal del Norte frente al condado de Antrim en Irlanda del Norte, Reino Unido. La Doncella del Este (Eastern Maiden) o Southern Rock se encuentra a unos 9 km de la costa en Ballygalley, a 13 millas de Larne. La Doncella de Occidente (West Maiden) o Northern Rock esta casi un kilómetro más lejos. Los faros se construyeron sobre dos de las rocas, el de la Doncella Oeste fue abandonado en 1903 y el de la doncella Este fue automatizado en 1977.